# Boris Belkin
Pour les articles homonymes, voir Belkin (homonymie).
Boris Davidovitch Belkin (en russe : Борис Давидович Белкин), né le 26 janvier 1948 à Sverdlovsk (Ekaterinbourg), est un violoniste et enseignant d'origine soviétique.

## Biographie
Enfant prodige, il commence à étudier le violon et le piano à l'âge de six ans et a fait sa première apparition publique au violon avec Kirill Kondrašin à l'âge de neuf ans dans le Concerto de Mendelssohn. Il étudie à l'École centrale de musique du Conservatoire de Moscou avec les professeurs Yuri Yankelevich, Felix Andrievsky et Isaac Stern. Alors qu'il était encore étudiant, il joue dans toute l'Union soviétique avec les plus grands orchestres nationaux et, en 1973, remporte le premier prix du concours national soviétique.
Cependant, après des refus de visas dans le but de participer aux concours Paganini de 1971 et 1973 en Italie, il décide d'émigrer en Israël en 1974. Il déménage ensuite pour Londres, Paris avant un retour à Londres. 
Il rencontre sa femme (belge) lors du festival Yehudi Menuhin en Suisse et s'installe à Liège. Il devient citoyen belge en 1990.
Il joue un violon de G.B. Guadagnini (Milan, 1754) ayant appartenu à Isaac Stern, ainsi qu'un instrument moderne de Roberto Regazzi, luthier à Bologne.

## Carrière
En 1974, il émigre vers l'ouest et depuis lors, il se produit dans le monde entier avec de nombreux orchestres de premier plan, notamment le Boston Symphony, le Cleveland Orchestra, le Berlin Philharmonic, le Israel Philharmonic, le Los Angeles Philharmonic, le Philadelphia Orchestra, le Pittsburgh Symphony, le Montreal Symphony, le Bavarian. Radio Symphony Orchestra, Royal Concertgebouw Orchestra, Royal Liverpool Philharmonic Orchestra, et tous les principaux orchestres britanniques.
Boris Belkin figure dans de nombreuses productions télévisées : une biographie cinématographique de Jean Sibelius, interprétant le Concerto de Sibelius avec l'Orchestre de la radio suédoise et Ashkenazy, avec Bernstein et le New York Philharmonic, interprétant le Concerto de Tchaïkovski, avec Bernstein et l'Orchestre National de France jouant Tzigane de Ravel, et avec Haitink et le Royal Concertgebouw Orchestra jouant le concerto pour violon no 1 de Mozart et Paganini.
Les chefs d'orchestre avec lesquels il a collaboré, incluent Bernstein, Ashkenazy, Mehta, Maazel, Muti, Ozawa, Sanderling, Rudolf Barshai, Temirkanov, Dohnányi, Dutoit, Gelmetti, Herbig, Tennstedt, Rattle, Haitink, Berglund, Mata, Chung, Hirokami, Fedoseyev, Ahronovich, Groves, Leinsdorf, Steinberg, Welser-Möst, Lazarev, Doron Salomon, Simonov et d'autres. 
En 1997, Isaac Stern invite M. Belkin à se produire avec lui au Festival de Miyazaki.
Boris Belkin se consacre également à la musique de chambre, se produisant avec des artistes tels que Iouri Bachmet ou Mischa Maisky.
Les faits saillants de la saison 2007-2008 comprennent une tournée avec l'Orchestre philharmonique de Saint-Pétersbourg et le chef d'orchestre Temirkanov, une tournée en Amérique du Sud, des concerts avec l'Orchestre symphonique de la NHK à Tokyo et l'interprétation du Concerto de Sibelius avec Sydney Symphony et Ashkenazy, des concerts à Londres, Berlin, Barcelone, Rome.
Depuis 1987, Boris Belkin a donné des master classes à l'Accademia Musicale Chigiana à Sienne, en Italie, et depuis 1997, il est membre du corps professoral de l'Académie de musique de Maastricht aux Pays-Bas,. Janine Jansen fut l'une de ses élèves.

## Discographie
- Concerto pour violon no 1 de Paganini avec l'Orchestre philharmonique d'Israël et Zubin Mehta
- Concertos pour violon de Tchaïkovski et Sibelius avec l'Orchestre Philharmonia et Ashkenazy, Concerto pour violon de Strauss avec l'Orchestre symphonique de la radio de Berlin et Ashkenazy
- Prokofiev Concertos pour violon no 1 et no 2 avec le London Symphony Orchestra et Kondrashin
- Concerto de Brahms avec le London Symphony Orchestra et Ivan Fischer
- Concertos pour violon de Prokofiev avec la Tonhalle de Zurich et Michael Stern
- Le Concerto pour violon no 1 de Chostakovitch et le Concerto pour violon de Glazounov avec le Royal Philharmonic Orchestra et Junichi Hirokami
- Concerto pour violon de Tchaïkovski avec le London Philharmonic et Michael Stern
- Concerto pour violon no 5 de Mozart et Sinfonia Concertante, K.364 avec les solistes de chambre de Salzbourg
- Brahms, Sonates pour violon avec Michel Dalberto.